# Ørje
Ørje er en by og administrationscenteret i Marker kommune i Viken fylke i Norge. Byen har 1.784 indbyggere (1. januar 2009). Boligområderne i Ørje er foruden bebyggelsen nær Ørje centrum fordelt på flere boligområder, blandt andet Lihammeren, Helgetjern, Mosebyneset, Åstoppen og Krogstadfeltet.

## Stedet
Ørje er kendt for kanalmuseum og dampbådsklub. Engebret Soot lagde i 1849 Norges første sluseanlæg ved Ørje, med total højdeforskel på 10 meter. Sluserne er placeret mellem Rødenessjøen og Øymarksjøen, som er en del af Haldenvassdraget.
Haldenvassdraget går i retning mod syd gennem kommunen. Landskabet domineres af de langstrakte søer Rødenessjøen og Øymarksjøen. Ørjeelven mellem de to søer blev kanaliseret i 1860, og her ligger kommunecenteret Ørje. Rundt om søerne er de bedste landbrugsområder, men ellers er Marker en af Østfolds vigtigste skovbrugskommuner med store skovområder. I sydvest, mod grænsen til Rakkestad, stiger landskabet op i højder mod 327 meter (Linnekleppen).
I 1905 fik Ørje opmærksomhed eftersom Ørje fort, som var blevet oprettet to år tidligere, af Sverige blev anset som uheldig, da kanonerne pegede østover, mod Sverige. Efter Karlstad-konventionen i september 1905 blev Ørje fort, sammen med Urskog fort og de moderne tilbygninger ved Kongsvinger Fæstning og Fredriksten festning fjernet og en demilitariseret zone oprettet.